# Jean-Jacques Rousseau
Jean-Jacques Rousseau (Genf, Genfi Köztársaság, 1712. június 28. – Ermenonville, Francia Királyság, 1778. július 2.), genfi felvilágosodás kori filozófus, író, zeneszerző. Politikai filozófiai eszméi, államelmélete hatást gyakoroltak a francia forradalomra és az utókorra egyaránt. Radikális és forradalmi munkássága főművének, A társadalmi szerződés című műnek az egyik legismertebb sorával is jellemezhető: „Az ember szabadnak született, de mindenütt láncokat visel”.

## Életpályája

### Gyermek- és ifjúkora
Genfben születtem 1712-ben mint Isaac Rousseau polgár és Susanne Bernard polgárnő gyermeke. Abból a nagyon szerény vagyonból, ami tizenöt gyermeke között oszlott meg, apámra jóformán semmi sem maradt, úgyhogy órásmesterségből kellett fenntartania magát. Ehhez egyébként kitűnően értett. Anyám, Bernard lelkész lánya, gazdagabb volt; szép és okos. Apám nem egykönnyen nyerte el.

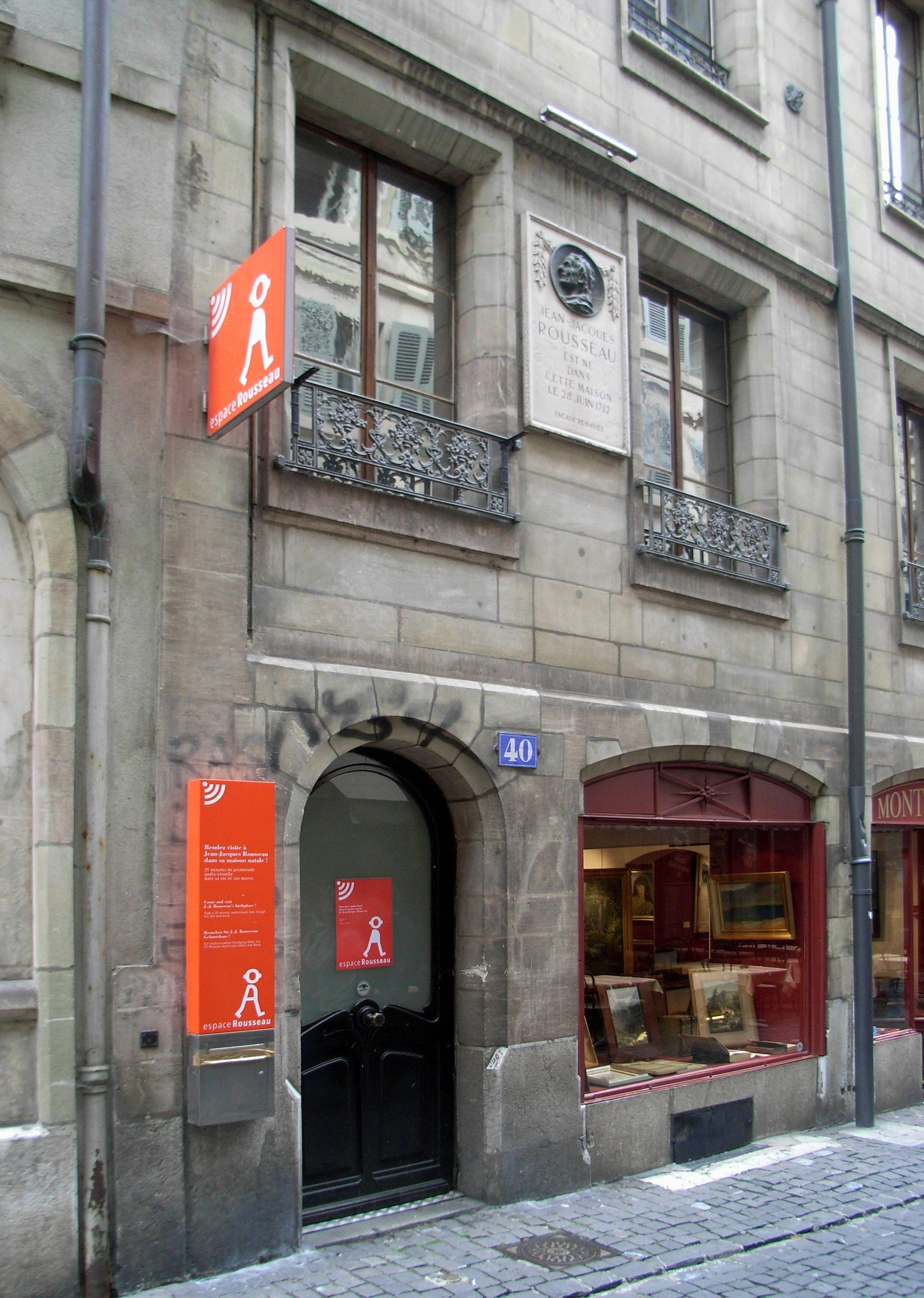
Rousseau szülőháza Genfben

Meggazdagodás céljából apja kalandos úton egészen Konstantinápolyig ment, azonban a „szeráj órása” szegényen tért haza és Jean-Jacques születésekor a feleségét is elvesztette. A megözvegyült órásmester sajátos módon nevelte a fiát: a Vallomásokban olvashatjuk, hogy éjszakákon át olvasták – részben az édesanyjától maradt regényeket, részben klasszikus görög-római regéket, történetírókat. Az ifjú Rousseau-ra különös hatást gyakorolt Plutarkhosz Párhuzamos életrajzok című műve, melynek példatára az érett morálfilozófus számára is forrás volt.

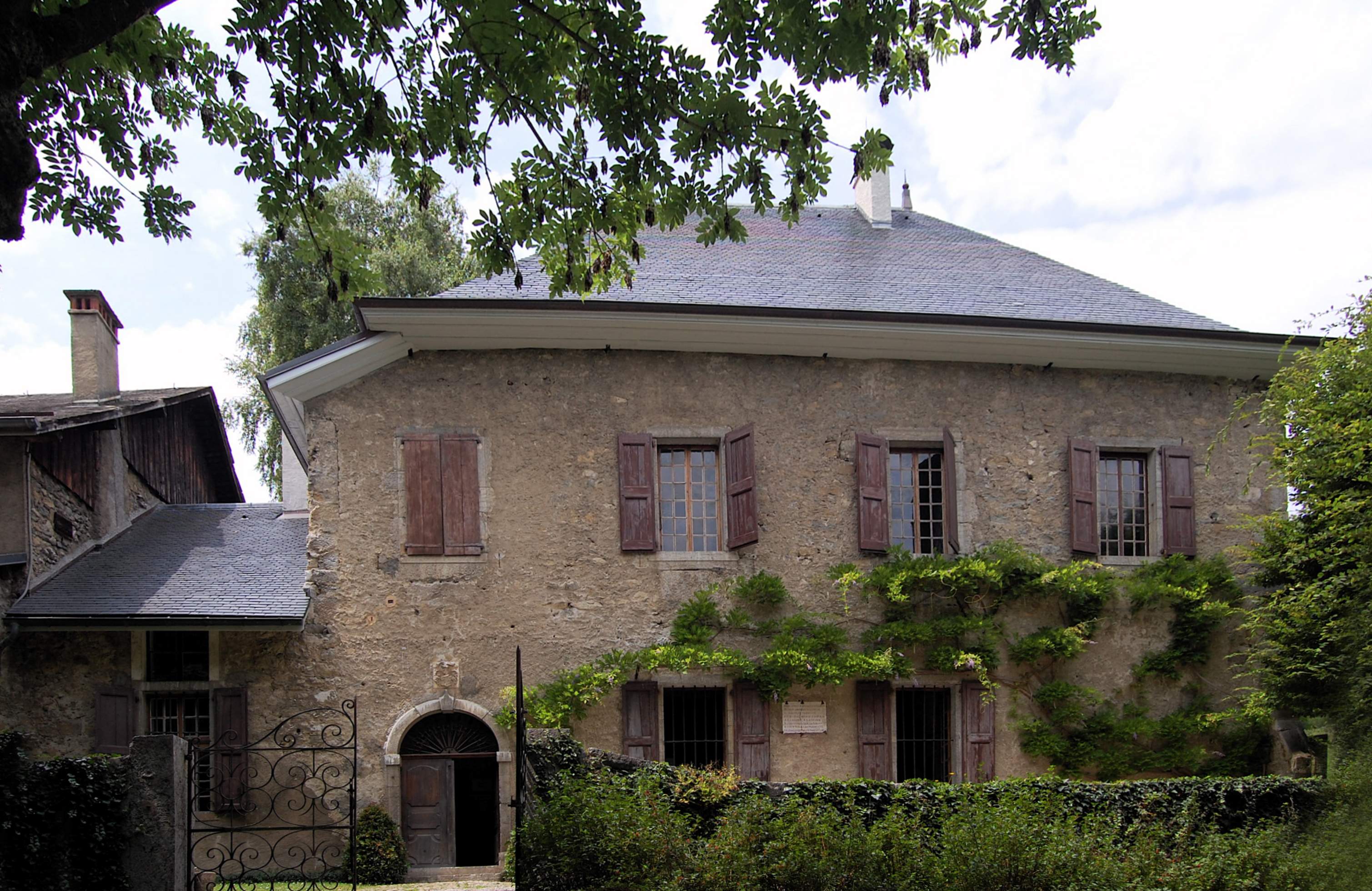
A ház Chambéryben, ahol Rousseau 1735-36-ban élt Madame Warenssal

Rousseau tízéves volt, amikor apjának el kellett menekülnie Genfből: polgári öntudatból párbajra hívott ki egy nemes kapitányt, melynek következményeként száműzték. A fiatal Jean-Jacques először lelkész nagybátyja házába került, ahol a puritán erkölcs elsajátítása mellett latin ismeretét is bővítette, majd 1725 áprilisában egy igencsak primitívnek leírt [forrás?] vésnök inasa lett. Három évig lakott a vésnök házában, majd 1728. március 14-én elhagyta Genfet és Torinóba ment, ahol koszt és kvártély fejében katolizált. A katolikus kollégiumból a katekizmus elsajátításával és némi homoszexuális erőszak tapasztalatával került Madame Warensnak, a frissen katolizált ifjak pártfogójának a házába. Madame Warens – Rousseau leírása szerint – szép és fiatalos özvegy hírébe állott, aki nem idegenkedett a hozzákerülő fiatalemberek (akár kertész, akár inas) testi közeledésétől. Rousseau a nálánál jóval idősebb Madame Warensszal, 1740-ig folytatott szerelmi viszonyt, azonban a kapcsolatot mindvégig a vérfertőzés bűntudatával élte meg. E tíz esztendő alatt tanulta ki a zenetanárság, kottaírás mesterségét, valamint végigolvasta a 17–18. század ismert filozófusait: John Locke, Malebranche, Leibniz, Descartes, Voltaire, Fontenelle műveit.

### Párizsi évek

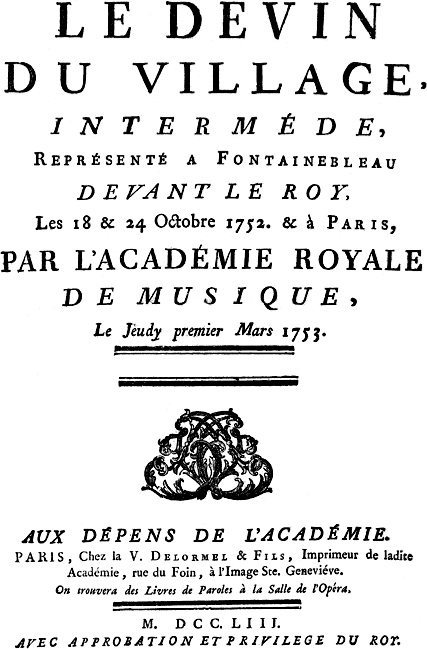
A Le Devin du village címlapja

1741-ben Rousseau Párizsba ment. A következőképpen ír erről a vallomásokban: „1741 őszén érkeztem Párizsba. Tizenöt arany készpénz, a Nárcisszus című vígjátékom és zenei tervem volt minden segélyforrásom, nem vesztegethettem tehát az időt”.
A „zenei tervek” egy új kottaírási módszert tartalmaztak, azonban Rousseau sikerei nem ennek voltak köszönhetőek, hanem diplomáciai készségeinek. 1743-ban egy befolyásos hölgy közbenjárásának köszönhetően a velencei francia követ, Mantaigu titkára lett. A nem nemesi származású Rousseau részére azonban a Velencében eltöltött két év csak megaláztatásokat és a kínos szerelmi kudarcokat hozott; a követ elhalmozta munkával, de a fizetségről megfeledkezett. E két év tapasztalata, Rousseau elmondása szerint, a későbbi A társadalmi szerződésről című mű megírásakor fontos szerepet játszott: „Jogos panaszaim hiábavalósága a méltatlankodás csíráját hagyta a lelkemben ostoba állami intézmények ellen, amelyek az igazi közjót és a valódi igazságot mindig feláldozzák valami látszólagos, de valójában mindent leromboló rendnek, amely egyebet sem tesz, csak a közhatalom segítségével szentesíti a gyengék elnyomását és az erősek igazságtalanságát.”
Visszatérvén Párizsba Rousseau nemsokára összetűzésbe került a közhatalommal, aminek oka a Velencében megszeretett olasz zene volt. Rousseau hitet tett az olasz dallamnak a francia melódiával szembeni fölénye mellett s ezért haza- és felségárulás bűnével vádolták. Nemsokára azonban épp a zenének köszönhette első franciaországi sikereit: A falusi jós (Le devin du village) című vígoperája, mely inkább egy népszínműre emlékeztet nagy sikereket ért el a legfelső körök kötelékeiben is. Ugyanekkor ismerkedett meg Thérèse Levasseur nevű szobalánnyal, akivel – számos félrelépés közepette – élete végéig együtt élt. Öt közös gyermekük született, akiket kivétel nélkül lelencházba adtak. Thérèse állítólag nagyon csúnya lány volt, emellett sem írni, sem olvasni nem tudott, Rousseau pedig a vallomásokban azt írta, hogy soha nem is volt szerelmes beléje. Kapcsolatuk alatt Thérèse rákapott az ivásra és gyakran megcsalta Rousseau-t. Bár soha nem házasodtak össze, Rousseau úgy bánt vele, mint hitvesével; előkelő ismerőseitől is elvárta, hogy megismerjék és elfogadják Thérèse-t.
Párizsi évei alatt, Rousseau szoros barátságot kötött Diderot-val, aki akkortájt kezdte el szerkeszteni az Enciklopédiát. Egy rövid ideig együtt béreltek egy kis lakást, amíg Diderot-t Levél a vakokról, 1749-ben megjelent művében leírt ateizmus miatt bebörtönözték. Bár Rousseau túlzottan nem érdeklődött barátja materializmusa iránt, szolidaritásként mindennap meglátogatta a Vincennes erődjében raboskodó filozófust. A börtönbe vezető több mérföldes utat Rousseau minden alkalommal gyalog tette meg, s hogy az idő hamarabb teljen, gyaloglás közben olvasott. Így történt, hogy egy nap az egyik lapban a dijoni akadémia pályázatára bukkant: „Az egyik napon a Mercure de France volt velem, s ahogy jártamban átfutottam, rábukkantam a dijoni akadémiának a jövő évi díjra kitűzött pályatételére: „A tudományok és a művészetek fejlődése rombolta vagy javította-e az erkölcsöket?” Abban a pillanatban amint ezt elolvastam, egy másik világ jelent meg előttem és már emberré váltam.” A filozófus a pályázatra egy értekezést küldött be, melyben a tagadó válasz mellett foglalt állást: az ember magánerkölcseit és közéleti erényeit nemhogy nem javította, hanem tönkretette az európai civilizáció fejlődése, a tudományok és a művészetek fejlődése. Rousseau-nak meggyőződése volt, hogy a tudományok mindegyike alantas eredetű: a csillagászat az asztrológia babonáiból keletkezett, az ékesszólást a törtetés, a geometriát a kapzsiság hozta létre; a fizika a hiú kíváncsiság terméke, sőt az etika forrásának is az emberi gőgöt nevezte meg. Minden olyan dolog, ami a civilizált embert a barbártól megkülönbözteti: rossz és káros. Az értekezés 1750-ben jelent meg – megnyerte a dijoni akadémia díját és a filozófustársak ellenszenvét.
Az akadémiai díj elnyerése után Rousseau feladta addigi életvitelét, hogy ezentúl a saját maga által megfogalmazott elvek szerint, egyszerűen éljen: még óráját is eladta, arra hivatkozva, hogy ezentúl nem lesz szükség arra, hogy tudja, mennyi az idő.

### A „genfi polgár”

Allan Ramsay festménye (1766)

Az 1750-es évektől Rousseau a „genfi polgár” nevet választotta magának. Ezekben az években a francia felvilágosodás haladás-hite, a tudományok népszerűsítésének, a szellem szabadságának és az egységes Európának az eszméi ellen küzdött. A Nárcisszus előszavában az egyszerű paraszti szokások szentségét állította szembe a filozófiai szkepszis destruktív hatásaival, majd az egyik iratában meghirdette a tökéletes kulturális elzárkózás programját. Ezzel a programmal találkozhatunk későbbi alkotmánytervezetében is: egy ország nemzeti identitását úgy lehet a legjobban megőrizni, ha felállítanak az ország határában egy akasztófát, amelyre fel kell húzni azt, aki kívülről kívánna más erkölcsöket behurcolni, mint amit az illető ország hagyományaiban rögzítettek, illetve azt a polgárt, aki el kívánja hagyni a hazáját, hogy idegen szokásokat ismerjen meg.
Rousseau második esszéjét – Értekezés az emberek közti egyenlőtlenségek eredetéről és alapjairól – ugyancsak a dijoni akadémia pályázatára írta 1754-ben, a „genfi polgár” aláírással. Ezúttal az értekezés, amely tagadta a tulajdon, az egyenlőtlenség természetjogi megalapozottságát, nem nyert díjat. Rousseau a műből egy tiszteletpéldányt küldött Voltaire-nak. Voltaire a következőket írta a műről: „Íme egy koldus filozófiája, aki azt szeretné, hogy a szegények kirabolják a gazdagokat.” E levélváltás után Rousseau és Voltaire végképp összevesztek.
1754-ben szülővárosának előjárói látogatásra hívták az akkor már országszerte ismert filozófust. Rousseau elfogadta a meghívást és a városba érkezvén jó genfi polgárként ismételten felvette a kálvinista hitet. A korábban írt Értekezés az emberek közti egyenlőtlenségek eredetéről és alapjairól című írását városatyáknak dedikálta, azonban azok igen hűvösen fogadták az ajánlást, mivel nem tetszett nekik az a gondolat, hogy a közönséges polgárokkal egyenrangúak legyenek. Ugyanebben az évben Voltaire is Genfbe költözött. Genf azonban puritán megfontolásokból tiltotta a drámai művek előadását. Voltaire megpróbálta felvenni a küzdelmet a tiltás ellen, ám ekkor a korábban megsértett Rousseau kiállva a város tiltakozása mellett, azzal érvelt, hogy a vad emberek sem tartanak színielőadásokat, Platón is kifogásolta őket, a katolikus egyház sem esketi meg a színészeket, sőt még el sem temeti. De nem ez volt az egyetlen nyilvános vita Rousseau és Voltaire között: korábban a lisszaboni 1755-ös földrengés alkalmával csaptak össze, amikor a földrengés számos áldozatát látván Voltaire egy, a Gondviselés meglétét megkérdőjelező költeményt írt és adott közre. Rousseau reakciója Voltaire költeményére a következő volt: „Voltaire látszólag mindig hitt Istenben, de valójában sohasem hitt másban, csupán a gonoszban, mert úgy állítja be Istent, mint a gonosz erőt, amely szerinte gaztettek elkövetésében leli az örömét. E tan abszurditása különösen vérlázító egy olyan emberben, aki mindenféle jóban dúskál, és saját boldogsága közepette embertársaiba kétségeket ültet, felhasználva azt a kegyetlen és borzalmas csapást, amelytől ő maga mentes.” (Levél Voltaire-hez) Rousseau-t azonban a földrengés nem rázta meg különösebben. Nem baj, ha néha tömegesen halnak meg az emberek; a lisszaboniak között egyébként is azért volt annyi halott, mert emeletes házakban laktak, pedig ha szétszóródva az erdőben laktak volna, ahogyan szerinte az embereknek élniük kellene, semmi bajuk nem lett volna. Vitájuk lezárásaként Voltaire „kártékony őrült”nek nevezte Rousseau-t, Rousseau pedig „az istentelenség hirdetője” és a „szellemében emelkedett, de lelkében gonosz” jelzőkkel aposztrofálta Voltaire-t.
1756-ban Rousseau Montmorency-ba költözött, Madame d’Épinay kastélyába. Itt írta meg legfontosabb műveit: az Új Héloïse-t (1756–58-ban, megjelent 1761-ben), A társadalmi szerződést (1760–1761-ben, megjelent 1762-ben) és az Emilt (1759–60-ban, megjelent 1762-ben). 1758-ban megírta A színházakról szóló levelet d’Alambert-nek, mely levél a későbbiekben megpecsételte az enciklopédistákkal való barátságát. Ő az antik, pontosabban a spártai militarista szellemiséget, a magas kultúrát kizáró katonai ünnepeket, valamint a népi táncmulatságok egyszerű erkölcsösségét pártfogolta. Diderot 1755-ben Rousseau-t kérte fel az Économie politique (politikai gazdaságtan) című cikk megírására (mindaddig Rousseau csak zenei címszavakat írt az Enciklopédia számára), ám nem volt elégedett a gazdasági szabadság támadásával, ezért később valaki mással íratott egy ellencikket – Oeconomic politique címmel –, amely a fiziokrata felfogásnak megfelelő „laissez faire” gazdaságfilozófiával ellensúlyozta Rousseau erényfanatikus-szükségletkorlátozó koncepcióját. Később amikor az Enciklopédia a „G”-hez ért Diderot nem Rousseau-t, hanem d’Alambert-t kérte fel a „Genf” címszó megírására. Rousseau a Vallomások-ban a következőképpen írt erről: „Amikor Diderot utoljára járt nálam a Remetelakban, beszélt a Genf cikkről, amit d'Alambert írt az Enciklopédia számára. Közölte, hogy a cikk célja a genfi előkelőségekkel egyetértésben színházat alapítani Genfben; a szükséges intézkedéseket már megtették, s a terv hamarosan megvalósul. Úgy látszott, hogy Diderot helyesli mindezt s nem kételkedik a sikerben. Mivel amúgy is több megvitatnivalóm volt vele, nem akartam erről a cikkről is vitát kezdeni, nem szóltam hát semmit, de felháborított a hazám erkölcsi megrontását célzó mesterkedés, s alig vártam, hogy megjelenjék az Enciklopédiának a cikket tartalmazó kötete, hadd lássam: nincs-e mód valamelyes válaszra, mely kivédje e szerencsétlen vágást. Kevéssel Mont-Louis-ba telepedésem után kaptam meg a kötetet, s úgy találtam, hogy a cikk ügyes, művészi, méltó a tollhoz, amelytől származik. Ám ez sem térített el abbeli szándékomtól, hogy válaszoljak rá.”

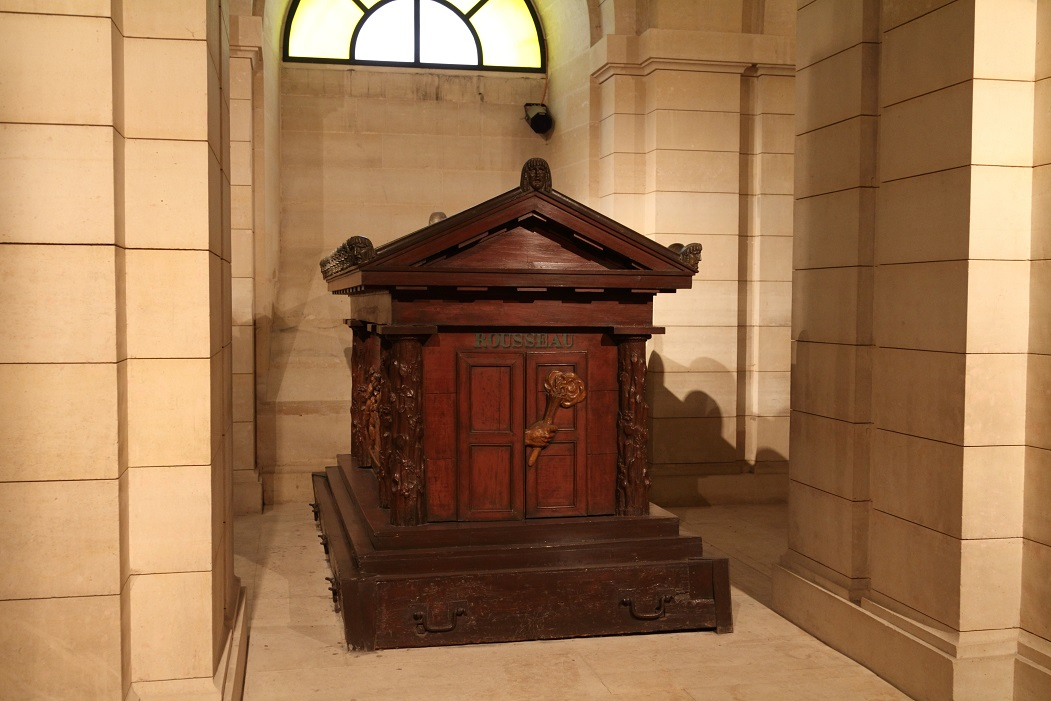
Rousseau sírja a Panthéonban

Rousseau Emil című művének A savoyai vikárius hitvallásáról című fejezete és A társadalmi szerződésről című műve is heves ellenkezést váltott ki a genfi hatóságokból. Az Emil egyaránt irritálta a katolikus és a protestáns ortodoxiát. A társadalmi szerződés pedig még nagyobb felháborodást keltett, mivel a demokráciát hirdette és tagadta a királyok isteni jogát. E két könyv a hivatalos szervek olyan mérvű rosszallását váltotta ki, hogy Rousseau kénytelen volt Franciaországba menekülni. A genfi tanács elégette a két említett könyvet, ugyanakkor parancsba adta, hogy ha Rousseau a városba találna jönni, tartoztassák le. Végül Nagy Frigyes jóvoltából Môtiers-ben, Neuchâtel mellett telepedett le. Három évig maradt itt, egészen 1765-ig, amikor a falu lakói először méregkeveréssel vádolták, majd megkísérelték meggyilkolni. Rousseau-nak sikerült elmenekülnie Angliába, ahol David Hume fogadta be.

### Az angliai száműzetés és a halála
Angliában eleinte úgy tűnt, minden rendben van Rousseau életében: nagy társasági sikerekben volt része, III. György pedig évjáradékot ajánlott fel neki. Kezdetben szoros barátságot ápolt Edmund Burke-kal, később azonban vele is összeveszett. Hume tartott ki mellette a legtovább, azt mondta, annyira szereti, hogy hajlandó élete végéig barátságban és tiszteletben együtt élni vele. Azonban ez idő tájt Rousseau-t súlyos üldözési mánia vette hatalmába, amely végül teljesen az őrületbe kergette. Még Hume-ot is meggyanúsította, hogy életére próbált törni. Mikor azonban egy tisztább pillanatában belátta gyanúsítgatásának képtelenségét, átölelve Hume-ot azt mondogatta „Nem, nem! Hume nem áruló!”, mire Hume válasz a következő volt: „Quoi, mon cher Monsieur!” (Méghogy én, kedves uram!). Végül azonban annyira elhatalmasodott fölötte a betegsége, hogy elszökött és illegálisan visszatért Franciaországba. Párizsban, majd Ermenonville kastélyában (Pikárdia) élt.
1772-ben a lengyel hazafiak kérésére Considérations sur le gouvernement de Pologne címmel, alkotmányt dolgozott ki a felosztott Lengyelország nemzeti egységének megőrzésére. Ezen írása megjelenése után ismételten vitába keveredett Voltaire-ral, aki a katolikus Lengyelországgal szemben II. Frigyes és II. Katalin cárnő politikáját támogatta. 1776-ban Rousseau röpiratban igyekezett saját védelmére kelni (A tout les Français aimant encore la vérité), majd inkább magányos sétálgatásaiba feledkezett (A magányos sétáló álmodozásai). Utolsó művét, a megrendítő életrajzi könyvét, a Vallomások at 1778-ban fejezte be. 1778. július 2-án halt meg, néhány nappal Voltaire után.
Rousseau földi maradványait – Voltaire hamvaival együtt – a forradalom idején a Panthéonba vitték. Később azonban a francia felvilágosodás szellemiségének megsemmisítése jelképeként, mindkettejük hamvait a Szajnába dobták.

## Rousseau filozófiája

### Természet és társadalom
Rousseau alapvető különbséget látott a társadalom és az emberi természet között. Szerinte az ember természetből fakadóan jó, de a társadalom elrontja. A társadalmat mesterségesnek látta és úgy tartotta, hogy a társadalom fejlődése az emberi jólét ellen hat, különös tekintettel a társadalmi egymásrautaltságra.
Filozófiája szerint a társadalom negatív hatásai az erkölcsös emberben az egészséges önszeretetet büszkeségbe alakítják át. Az önszeretet az önfenntartásra való törekvéssel járó ösztönös emberi vágy, amit oksági viszony tart össze. Ezzel szemben a büszkeség nem természetes, hanem mesterséges eredetű és arra kényszeríti az embert, hogy összehasonlítsa magát másokkal, ami embereket jogtalan félelemkeltésre és arra sarkall, hogy mások fájdalmán vagy gyengeségén élvezkedjenek.
Az „Értekezés művészetekről és tudományról” című műben Rousseau vitatja, hogy a művészetek és a tudományok hasznosak lennének az emberiségnek, mert nem az emberi szükségletekre adandó válaszként fejlődtek, hanem a büszkeség és a hiúság eredményeként. Ezen kívül lehetőséget teremtettek a semmittevés és a pazarlás kialakulására, ami az ember romlását segíti elő. Felveti, hogy a tudásfejlődés folyamata a kormányok számára hatalmat biztosított, az egyén szabadságát pedig szétzúzta. Összefoglalva kifejti, hogy a lezajlott folyamatok aláásták az őszinte barátság lehetőségét és azt féltékenységgel, félelemmel valamint gyanakvással helyettesítették.
Az „Értekezés az egyenlőtlenségről” című későbbi műve feltárja az emberiség elfajulásának folyamatát a kezdeti ősközösségtől a modern társadalom kialakulásáig. Rámutat, hogy az ősemberek elkülönült majomszerű lények voltak, akiket szabadságvágyuk és tökéletességük különböztetett meg az állatoktól. Vitatja, hogy ezek a primitív emberek megszállottan csak magukra vigyáztak volna, ehelyett természetes hajlamuk volt a szánalomra és a könyörületre. Amint a népességnövekedés miatt közelebb kellett kerülniük egymáshoz az embereknek, pszichológiai átalakuláson mentek keresztül és mások jó véleménye saját jólétük lényegi összetevőjévé vált. Rousseau ezt az öntudatra ébredést az ember felvirágzásának aranykoraként látja. Ugyanakkor a mezőgazdaság és a fémgyártás kialakulásával a magántulajdon és a munkaerő értékének megjelenése növekvő egymásrautaltságot és egyenlőtlenséget eredményezett. Rousseau szerint az első államok az így létrejövő ellentétek eredményeként, a gazdagok és szegények közötti egyfajta társadalmi szerződés alapján jöttek létre. Az eredeti szerződés súlyosan hibás volt, mert a társadalom leggazdagabb tagjai becsapták a népességet és állandósították az egyenlőtlenséget, amely ezzel az emberi társadalmak maradandó jellemzőjévé vált. Rousseau saját társadalmi szerződés-koncepciója ennek a tisztességtelen társulásnak az alternatívájaként fogható fel. Az „Értekezés az egyenlőtlenségről” végén Rousseau elmagyarázza, hogy az aranykorban kialakult vágy, amely arra irányul, hogy az emberek mások szemében értékesnek akarnak tűnni, hogyan ássa alá a személyes becsületet és hitelességet az egymásrautaltság, a hierarchia és az egyenlőtlenség társadalmában.
Habár a „nemes vadember” kifejezést Rousseau sose használja, de „Értekezés az egyenlőtlenségről” műve és filozófiája mégis jelentős lökést ad később az irodalomban a „nemes vadember” fogalom elterjedésében.

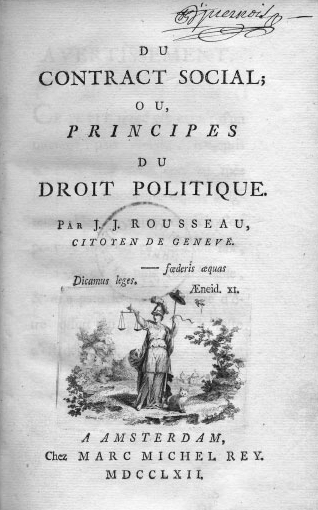
A társadalmi szerződés első kiadása (Amszterdam, 1762)

### Politikatudomány
Rousseau egyik legfontosabb munkája A társadalmi szerződés, amely meghúzza a törvényes politikai hatalom határvonalait. Megjelenése után szinte azonnal az elvont politikai gondolkodás valamint a kontraktualizmus egyik legnagyobb hatású munkájává vált.
Egyik korábbi munkájában, az „Értekezés az egyenlőtlenségről” című műben Rousseau megállapította, hogy a természet állama jog és erkölcs nélkül érzéketlenné és torzzá válik, amely ponton az emberiség vagy jogi intézményeket teremt vagy elpusztul. A természeti törvények elkorcsosulása során az emberek gyakran versenybe bocsátkoznak társaikkal, míg növekvő mértékben függővé is válnak tőlük. Ez a kettős nyomás egyszerre fenyegeti túlélésüket és szabadságukat. Rousseau szerint ugyanakkor a társadalmi szerződésben foglalt összefogással és a természetes jogok követelésének megszüntetésével az egyének egyszerre megvédhetik magukat és szabadok is maradhatnak. Állítása szerint ez az általános akarat tekintélyének való behódolás eredménye, ami az egyén számára lehetővé teszi, hogy ne játsszon alárendelt szerepet mások szándékának, egyúttal biztosítja, hogy mégis engedelmeskedjen, mert mindannyian beleszólhatnak a törvénykezésbe.
Rousseau ezt úgy valósítaná meg, hogy élesen megkülönbözteti a szuverenitást a kormánytól, amit az általános akarat befogadása és érvényesítése mozgat, de a polgárok egy kisebb csoportjából tevődik össze. A szuverenitásnak a nép kezében kellene lennie, azt képviselőgyűléseken kellene gyakorolnia, így a hatalom valóban a népet képviselné, tőlük függene, bármikor visszahívhatnák választott vezetőiket.
Rousseau javaslatai utópikusak, hiszen kétséges, hogy a polgárok valóban tudnák-e egyszerre érvényesíteni a közakaratot, egyúttal biztosítani az egyén függetlenségét. Máshol ellentmondásos az elmélet, egyszerre ad jogokat a népnek a felkelésre és a hatalomnak, hogy a közakarat nevében terrort alkalmazzon polgáraival szemben, ha azok ellenszegülnek. A Jakobinus diktatúra idején kísérletet tettek rá, de vita tárgyát képezi, hogy Rousseau ideális állama valóban működne-e egy nagyobb társadalomban.

### Oktatás
Az oktatásról alkotott nézeteit Rousseau a saját magáról mintázott Emil nevű fiú növekedését végigkísérő, félig kitalált művében foglalja össze. A fiút vidéki környezetbe helyezi, ahol szerinte az emberek természetesebben viselkednek, mint a városban, ahol testileg és szellemileg csak rossz tulajdonságokat lehet tanulni. Az oktatás célja Rousseau szerint az életre való nevelés, amit egy nevelő úgy tud teljesíteni, hogy rámutat a helyes útra.
Szerinte a gyermek növekedése három szakaszra bomlik, melyek közül az első 12 éves korig tart, amikor a tervezés és az összetett gondolkodás még nem alakul ki és a gyermek ösztönei szerint él, mint az állatok. A második 12-től 15 éves korig tart, amikor az okság kezd kifejlődni, majd a harmadik szakasz 15 éves kortól kezdődik, amikor a gyerek felnőtté válik. Ekkor Emil talál egy fiatal nőt, aki kiegészíti őt.
A könyv Rousseau egészséges életről alkotott eszményén alapul, miszerint a fiúnak ki kell dolgoznia társadalmi ösztöneit és meg kell ismernie a csapongó egyénieskedés nagyvárosi útjait. Fontosnak tartotta az apa szerepét a nevelésben – nézeteinek viszont ellentmond, hogy öt saját gyermekét lelencházba adta, lemondva a nevelésükről.

### Teológiája: az ész elutasítása a szív kedvéért
Rousseau teológiájában bevezetett egy olyan újítást, amelyet azóta a protestáns teológusok legtöbbje elfogadott. Előtte, Platóntól kezdve az összes istenhívő filozófus – Blaise Pascal kivételével – intellektuális érvekkel indokolta hitét, mely hitet logikailag is megalapozottnak tartott. Rousseau a hitet az emberi természet sajátosságának tekintette: a félelem és a misztikus érzésére, a jó és a gonosz dolgok megkülönböztetésére, a szépség szeretetére és csodálatára, stb. A következőket írta erről: „ugyanolyan szilárdan hiszek Istenben, mint minden más igazságban, mert a hit és a hitetlenség a két legvégső dolog a világban, mely tőlem függ.”
Rousseau saját vallási nézeteit legnyíltabban az Emil negyedik könyvének közjátékában A savoyai vikárius hitvallásában fejtette ki: itt egy erényes pap szégyenkezve számol be „természetes” bűnéről, arról, hogy elcsábított egy hajadon lányt (Ugyanis tisztességtudó pap csak férjes asszonyoknak csinálhat gyereket – mondatja Rousseau a pappal). Ezt követően, miután a pap megállapítja, hogy létezik Isten, a viselkedésnormák taglalásával folytatja: „Ezeket a szabályokat nem a magas filozófia elveiből eredeztetem, hanem lelkemből olvasom, ahová a Természet írta be őket kitörölhetetlen betűkkel.” A lelkiismeretünk az egyetlen csalhatatlan vezérünk cselekedeteinkben. Természetes érzéseink a közérdek tiszteletbe tartására ösztönöznek minket, értelmünk pedig önzésre sarkall: így ha erényesek akarunk lenni az értelmet félreállítván az útból, csupán az ösztöneinkre szabad hallgatnunk. Ezt a tanítást nevezi a pap természetes vallásnak.
A természetes vallás akkor érhető el ha az ember arra hallgat amit Isten a szívének mond. Ha az emberek így cselekednének – vélte Rousseau – csak egy vallás lenne a világon. Ugyanakkor a filozófus elutasította azt, hogy Isten valaha is megmutatkozott volna valakinek. Ugyanis ha csak egyes embereknek jutott volna részéül Isten megpillantása, arról csak emberi tanúbizonyság alapján lenne tudomásuk, ez pedig gyarló. A természetes vallás ezzel ellenben azt állítja, hogy mindenki találkozhat Istennel, csak a lelkébe kell néznie.
Rousseau hitt a pokol létezésében is, azonban úgy gondolta, hogy a kárhozott lelkek kínjai nem tartanak örökké. De bármiként is legyen, egészen bizonyos, hogy a megváltás nem korlátozódik majd egyik egyház híveire sem.
A Társadalmi szerződésben azt állította, hogy Jézus igaz követői nem válhatnak jó polgárrá. Ez volt egyik oka, hogy a könyvet Genfben elítélték. Rousseau Christophe de Beaumont-nak, Párizs érsekének írt levelében próbálta megvédeni magát a vallási nézeteit ért kritikáktól.

## Öröksége

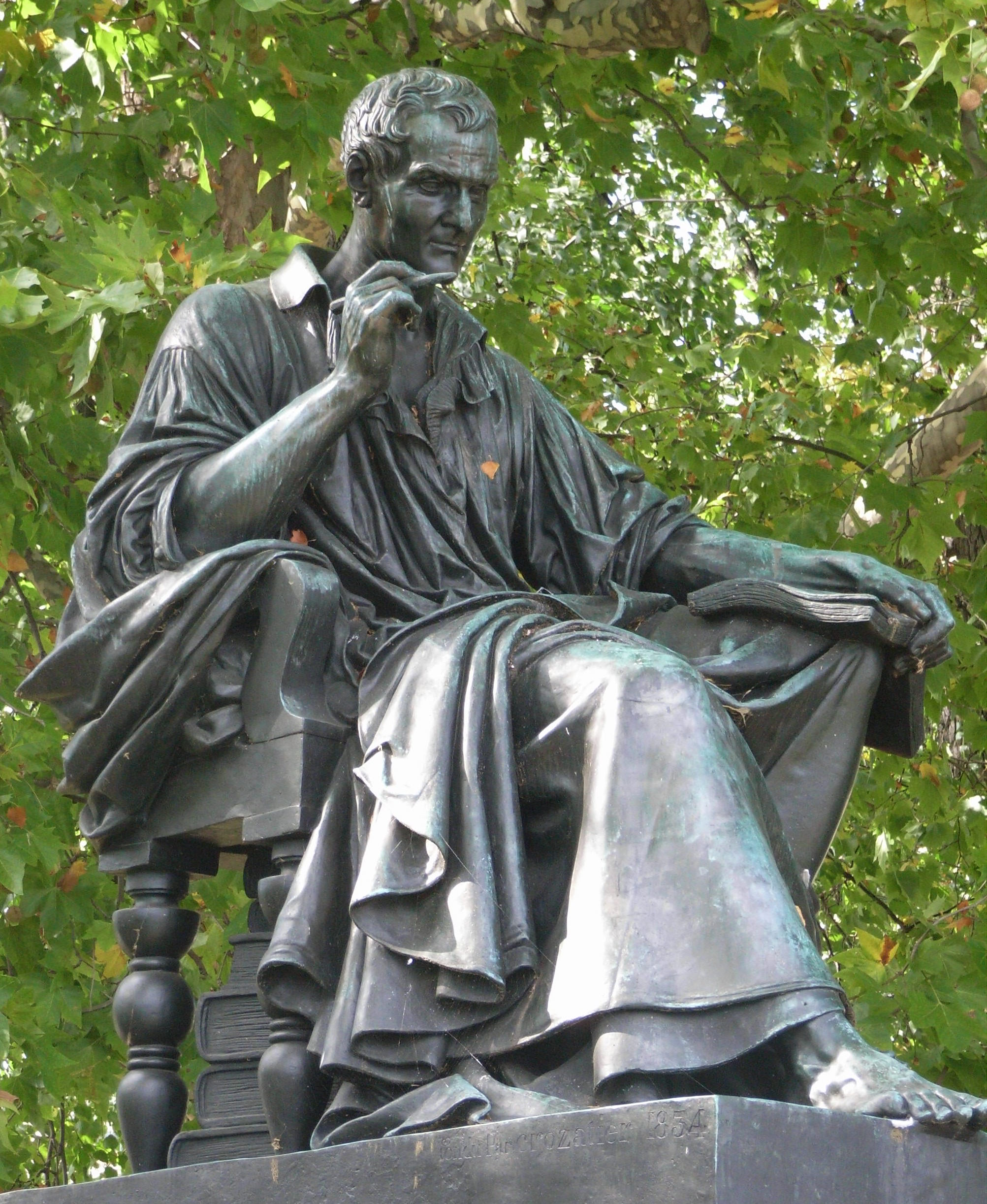
Rousseau szobra Genfben

Rousseau-emlék Nernier-ben

Rousseau a különböző politikai irányvonalak ideális referenciájává vált. Szinte minden forradalmár hivatkozott a Rousseau-i gondolatokra (Maximilien de Robespierre, Manon Roland, sőt Charlotte Corday is Rousseau csodálója volt). A kommunista Gracchus Babeufre is nagy hatást tett filozófiája.
Rousseau nézetei hatottak a francia forradalomra, a nép a szuverenitását inkább képviselők útján gyakorolta, mint közvetlenül. Rousseau vitatta, hogy a szabadság, az egyenlőség és az igazságosság biztosítása az államon belül a többségi akaratra való tekintet nélkül jöjjön létre (ld. demokrácia). Rousseau egyike volt azoknak, akik komolyan támadták a magántulajdon intézményét, emiatt gyakran tartják a szocializmus előfutárának is. Az Értekezés a politikai gazdaságtanról és A Korzikai alkotmány tervezete c. műveiben javaslatokat tett arra, hogy ne alakulhassanak ki túl nagy vagyoni különbségek. A 20. századi szocialista országokban megvalósították a filozófusnak ezt a gondolatát. Rousseau nem azt követelte, hogy minden ember egyenlő mértékben részesüljön a közösség vagyonából, hanem azt, hogy korlátozzák a pénz politikát befolyásoló hatalmát, és így megakadályozhatják, hogy a demokrácia plutokráciává degenerálódjon. A szabadság nevében szólalt fel Rousseau a gazdagok uralma és a társadalmi egyenlőtlenségek ellen.
Rousseau eszméi az oktatásról hatást gyakoroltak a modern oktatási elméletekre. Az Emile-ben megkülönbözteti az egészséges és a „haszontalan” béna gyerekeket. Szerinte csak egészséges gyerek lehet bármilyen oktatás jutalmazott tárgya. Elenyészőnek tartja a könyvolvasás fontosságát és javasolja, hogy a helyes érzelmeket az értelem kialakulása előtt meg kell tanítani a gyereknek. A tanulásban különös hangsúlyt helyez a tapasztalásra.
Fő műveiben Rousseau a természetet a vadember államaként azonosítja. Később a természetet a folyamat spontaneitásának felismeréséhez használja, melynek során az ember énközpontú, ösztön alapú szerepét kiépíti a világban. A természet ezáltal az ember jellemében belsőséget és becsületességet fejez ki ellentétben a társadalom által az előremutató felszabadítás nevében hidegszívű brutalitással hozzátett bebörtönzéssel és rabszolgasággal.
Ennélfogva a természetbe való visszatérés jelenti azt, hogy az ember természeti folyamatok hatalma alá kerül, kívül a társadalom elnyomó kötelékeitől és a civilizáció előítéleteitől. Ez a gondolat tette Rousseau-t a felvilágosodás és a romanticizmus egyik fontos személyiségévé.

## Fontosabb munkái
- Értekezés művészetekről és tudományról (Discours sur les sciences et les arts), 1750
- Narcissus – vígjáték, 1752
- (Le Devin du Village) – opera, 1752
- Értekezés az emberek közti egyenlőtlenség eredetéről és alapjairól (Discours sur l'origine et les fondements de l'inégalité parmi les hommes), 1754
- Értekezés a politikai gazdaságtanról, 1755
- Levelek d'Alembert-hez a színházakról, 1758
- Az új Heloise (Julie ou la nouvelle Héloïse), 1761
- Emil, avagy a nevelésről (Émile ou De l'éducation), 1762
- A társadalmi szerződés (Du Contrat social), 1762
- Négy levél M. de Malesherbes-nek, 1762
- Levelek a hegyekből, 1764
- Vallomások (Les Confessions), 1770, megjelent 1782-ben
- A Korzikai alkotmány tervezete, (Projet de Constitution pour la Corse), 1772
- A lengyel kormány figyelmébe, 1772
- Egy magányos sétáló álmodozásai, befejezetlen, megjelent 1782-ben
- Párbeszédek: Rousseau, Jean-Jacques bírája, megjelent 1782-ben

## Magyarul

### 1919-ig
- Hitvallomása egy papnak; ford. Gerő Ákos; Réthy Ny., Szarvas, 1848
- Rousseau János Jakab: A társadalmi szerződés vagy Az államjog elvei; ford. Stassik Ferenc; Pleitz Ny., Nagybecskerek, 1875
- Emil, vagy A nevelésről; ford., jegyz. Führer Ignác; Franklin, Budapest, 1875
- Rousseau János Jakab: Julia, a második Heloise; ford. Mihálkovics Árpád; Ramazetter Ny., Pécs, 1882
- A társadalmi szerződés vagy Az államjog alapelvei; ford. König Ferenc; Franklin, Budapest, 1889 (Olcsó könyvtár)
- Emil, vagy A nevelésről; ford. Füredi Ignác; 2., jav. kiad.; Franklin, Budapest, 1896
- A művészetek és tudományok hatása az erkölcsökre; ford. Vajda János, sajtó alá rend. Kolacskovszky János; Lőw Ny., Eger, 1901
- Az emberek közötti különbségek; ford. Bogdánfy Ödön; Franklin, Budapest, 1905 (Olcsó könyvtár)
- A beszéd keletkezése; ford. Rédei Rezső, bev. Drumár János; Városi Ny., Debrecen, 1907
- Vallomásaim; ford. Bogdánfy Ödön; Franklin, Budapest, 1908
- J. J. Rousseau kisebb műveiből; ford. Bogdánfy Ödön; Franklin, Budapest, 1909
- Rousseau János Jakab: Emil, vagy A nevelésről; ford. Schöpflin Aladár; Franklin, Budapest, 1911
- A szavojai vikárius hitvallása; ford., bev., jegyz. Rácz Lajos; Dani-Fischer, Sárospatak, 1912

### 1920–1944
- Tisztítólag hatott-e a tudomány és művészet fejlődése az erkölcsre?; ford., bev. Gyulay Lajos; Bethlen Gábor Irodalmi és Nyomdai Rt., Budapest, 1922
- Egy magános sétáló álmodozásai; ford. Rácz Lajos; Franklin, Budapest, 1925 (Kultúra és tudomány)
- A társadalmi szerződés; ford., bev. Radványi Zsigmond; Phőnix, Budapest, 1942 (Klasszikus írások)

### 1945–1989
- Emil, vagy A nevelésről; ford., utószó, jegyz. Győry János; Tankönyvkiadó, Budapest, 1957 (Neveléstörténeti könyvtár)
- A társadalmi szerződés / Társaságbéli szerződés; ford. Mikó Imre, Szentmarjay Ferenc, bev., jegyz. J. L. Lecercle, előszó Szigeti József; Bibliotheca, Budapest, 1958
- Vallomások; ford. Benedek István, Benedek Marcell, utószó, jegyz. Szávai Nándor; Magyar Helikon, Budapest, 1962 (Helikon klasszikusok)
- A magányos sétáló álmodozásai; ford. Réz Ádám, utószó, jegyz. Szávai Nándor; Magyar Helikon, Budapest, 1964 (Helikon kiskönyvtár)
- Először a Nárcisszuszhoz / Erkölcsi levelek (Második és ötödik levél) / Erkölcs és empirizmus / Levél Voltaire-hoz / Levél Franquiéres-hez / Jegyzetek Helvétius A szellemről című művéhez; ford. Kis János / Értekezés az emberek közötti egyenlőség eredetéről és alapjairól (részlet) / Politikai töredékek; ford. Ludassy Mária; in: A francia felvilágosodás morálfilozófiája. Válogatás; vál., utószó, jegyz. Ludassy Mária; Gondolat, Budapest, 1975 (Etikai gondolkodók)
- Értekezések és filozófiai levelek; vál., utószó, jegyz. Ludassy Mária, ford. Kis János; Magyar Helikon, Budapest, 1978

### 1990–
- Ember és polgár. Montesquieu és Rousseau írásai; ford. Rónay György, Kis János; Interpopulart, Szentendre, 1993 (Populart füzetek)
- Joós Ernő Füvészkönyve és részletek Egy magányos barangoló ábrándozásai vagy Jean-Jacques Rousseau Füvészkönyvéből; Sylvester János Könyvtár, Sárvár, 1997
- A társadalmi szerződésről, avagy A politikai jog elvei; ford. Kis János, szerk., sajtó alá rend., jegyz. Ludassy Mária; PannonKlett, Budapest, 1997 (Matúra bölcselet)
- Esszé a nyelvek eredetéről. Amelyben a dallamról és a zenei utánzásról is szó esik; ford., utószó, jegyz. Bakcsi Botond; Attraktor, Máriabesnyő-Gödöllő, 2007
- Politikafilozófiai írások (ford. Bakcsi Botond, Ludassy Mária, Kis János, összeáll., utószó Ludassy Mária), Atlantisz Könyvkiadó, Budapest, 2017 (Mesteriskola), ISBN 9789639777460
- Önéletrajzi írások I. (ford. Kis János, Réz Ádám, utószó: Ludassy Mária, jegyz. Ludassy Mária, Réz Ádám), Atlantisz Könyvkiadó, Budapest, 2019 (Mesteriskola), ISBN 9789639777606
- Párbeszédek. Rousseau, Jean-Jacques bírája; ford., jegyz. Marsó Paula; Typotex, Budapest, 2020

### Szakirodalom
- Gyürky Ödön: Rousseau nevelési elvei; Mayer Ny., Vác, 1882
- Moriz Carrière: Rousseau; ford. Ferenczy József; Gross, Győr, 1887 (Egyetemes könyvtár)
- Pechány Adolf: Comenius, Rousseau és Pestalozzi befolyása a mai paedagogiára; Pesti Lloyd Ny., Budapest, 1890
- Huszár Vilmos: Rousseau és iskolája a regényirodalomban; Grill, Budapest, 1896
- Klug Gyula: J. J. Rousseau és a Sturm és Drangkorszak költészete; Alkalay Ny., Pozsony, 1900
- Birkás Géza: Rousseau természetérzése; Révai-Salamon Ny., Budapest, 1901
- Becker Fülöp Ágost: Rousseau J. J.; Franklin, Budapest, 1902 (Olcsó könyvtár)
- Rózsa Dezső: A franczia irodalom klasszikusai, különösen Voltaire és Rousseau; Pesti Ny., Budapest, 1904
- Barta Jenő: Az ember Rousseau gondolatvilágában. Tanulmány; Lampel, Budapest, 1912
- Szabad Antal: A természet neveléstudományi jelentősége Rousseaunál; Martinovits, Kolozsvár, 1912
- Rácz Lajos: Rousseau és Sauttersheim; Akadémia, Budapest, 1913 (Értekezések a nyelv- és széptudományok köréből)
- Rácz Lajos: Rousseau mint moralista; Hornyánszky Ny., Budapest, 1913
- Vajda Viktor: Rousseau és Kölcsey; Pátria, Budapest, 1914
- Szabó László: A Rousseau-probléma; szerzői, Budapest, 1917
- Kemény Gábor: Az "emberré" nevelés elve Rousseau paedagógiájában; Kolozsvári Hírlap Ny., Kolozsvár, 1917
- Laczer István: Richardson: Clarissa or the history of a young lady c. regényének hatása Rousseau: Julie ou la nouvelle Héloise c regényére; Franklin Ny., Budapest, 1918
- Tóth Béla: Rousseau-ista politikusok; Dunántúl Ny., Budapest, 1928 (Minerva-könyvtár)
- Rácz Lajos: Rousseau J. J. élete és művei; Akadémia, Budapest, 1928 (A Magyar Tudományos Akadémia Könyvkiadóvállalata U. F.)
- Gyuris Gizella: Rousseau és Tolsztoj kulturpesszimizmusa; Dunántúl Ny., Pécs, 1930 (Specimina dissertationum Facultatis Philosophicae Regiae Hungaricae Universitatis Elisabethinae Quinqueecclesiensis)
- Robert Ella: Rousseau és a zene; Merkur Ny., Budapest, 1939 (Bibliothèque de l'Institut Français à l'Université de Budapest)
- Szávai Nándor: Jean-Jacques Rousseau; Tankönyvkiadó, Budapest, 1964 (Egyetemes neveléstörténet)
- Kelemen János: A nyelvfilozófia kérdései. Descartes-tól Rousseau-ig; Kossuth–Akadémiai, Budapest, 1977
- Benedek István: Rousseau; Magvető, Budapest, 1978 (Gyorsuló idő)
- Köpeczi Béla: Voltaire és Rousseau. 1694–1778, 1712–1778; TIT, Budapest, 1978 (Irodalmi előadások)
- Vincze László: Rousseau-tól Neillig. A gyermek felszabadításától a szabad nevelésig; Tankönyvkiadó Budapest, 1981
- Pelle János: Rousseau világa; Európa, Budapest, 1981 (Írók világa)
- Paul de Man: Az olvasás allegóriái. Figurális nyelv Rousseau, Nietzsche, Rilke és Proust műveiben; ford. Fogarasi György; Ictus–JATE, Szeged, 1999 (deKON-KÖNYVek)
- Rousseau-ra emlékezve; szerk. Jelenfiné Koncsek Andrea; Kecskeméti Tanítóképző Főiskola, Kecskemét, 1999
- Bors Edit: Az idő poétikája az önéletírásban. Rousseau, Gide, Sartre önéletírásának szövegnyelvészeti-pragmatikai elemzése; Akadémiai, Budapest, 2004 (Philosophiae doctores)
- Álarc nélkül. Négyszemközt a nyugat prófétáival. Rousseau, Tolsztoj, Brecht, Hemingway, Marx; szerk. Barlay Ö. Szabolcs; szerzői, Székesfehérvár, 2005 (Világnézeti figyelő)
- Paul de Man: Az olvasás allegóriái. Figurális nyelv Rousseau, Nietzsche, Rilke és Proust műveiben; ford. Fogarasi György; 2. jav. kiad.; Magvető, Budapest, 2006
- Ernst Cassirer: Rousseau, Kant, Goethe; ford., jegyz. Horváth Károly; Atlantisz, Budapest, 2008 (Mesteriskola)
- Marsó Paula: Jean-Jacques Rousseau és az írás problémája; Kijárat, Budapest, 2013